# فروغ‌ماهی ماباهیس
فروغ‌ماهی ماباهیس (نام علمی: Vinciguerria mabahiss) نام یک گونه از سرده وینچیگوئرا است.